# Andrei Alexejewitsch Tjumenzew
Andrei Alexejewitsch Tjumenzew (russisch Андрей Алексеевич Тюменцев, * 6. Mai 1963 in Wladiwostok) ist ein russischer Spieleragent, Handballtrainer und ehemaliger Handballspieler. Er wurde zumeist auf Rückraum Mitte eingesetzt.

## Karriere
Der 1,90 m große und 82 kg schwere Rechtshänder begann seine Karriere 1979 bei Dinamo Astrachan, mit dem er 1990 sowjetischer Meister sowie 1989 und 1991 Vizemeister wurde. Im EHF-Pokal 1990/91 erreichte er das Halbfinale. Anschließend wechselte er in die spanische Liga ASOBAL zu BM Granollers, wo er zum besten Spieler der Liga gewählt wurde. Seine Karriere ließ er dann 1993/94 bei BM Puleva Málaga ausklingen.
Bei der Junioren-Weltmeisterschaft 1983 wurde Tjumenzew Weltmeister. Mit der Sowjetischen A-Nationalmannschaft spielte er beim Karpatenpokal 1985 in Polen sein erstes Turnier. Für die Weltmeisterschaft 1986 wurde er noch nicht berücksichtigt. Dafür stand er im verjüngten Aufgebot für die B-Weltmeisterschaft 1987 in Japan, wo er sich durch den Turniersieg für die Olympischen Spiele 1988 qualifizieren konnte. In Seoul war Tjumenzew ursprünglich nur zweite Wahl hinter Georgi Swiridenko von SKA Minsk, dessen Vereinstrainer Spartak Mironowitsch auch Nationaltrainer war. Nachdem Swiridenko im Auftaktspiel gegen den Olympiasieger von 1984, Jugoslawien, schwach in die Partie startete, wurde Tjumenzew eingewechselt und trug sechs Tore zum wichtigen Erfolg bei. Im Turnier spielte er schließlich alle sechs Spiele und warf 21 Tore. Im Finale traf er viermal und wurde Olympiasieger. Später übernahm er das Kapitänsamt der Mannschaft. Bei der Weltmeisterschaft 1990 unterlag er im Finale überraschend gegen Schweden.
Nach dem Ende seiner aktiven Karriere blieb Andrei Tjumenzew in Bilbao. 2001 wurde er Trainer beim Club Handbol La Salle Montcada. Später arbeitete er als Spieleragent.

## Sonstiges
Andrei Tjumenzews Sohn Alexander Tioumentsev Barabash ist spanischer Handballspieler.
Im Vorfeld der Olympischen Winterspiele 2014 in Sotschi war Tjumenzew beim Olympischen Fackellauf in Astrachan der erste Fackelträger.